# Virodhamin
Virodhamin, auch als O-Arachidonylethanolamid bekannt, ist ein  Eicosanoid, Neurotransmitter und Endocannabinoid, welches als Cannabinoid-Rezeptor-CB1-Antagonist sowie CB2-Agonist wirkt.

## Wirkung
Virodhamin verringert die Körpertemperatur von Mäusen.

## Geschichte
Da O-Arachidonylethanolamid  der ungesättigten Fettsäure, Anandamid genau entgegengesetzt wirkt, wurde es nach dem Sanskrit-Wort virodha benannt, welches Gegensatz bedeutet.